# Campeonato de Europa de patinaje de velocidad en línea 2008
El Campeonato de Europa de patinaje de velocidad en línea de 2008 tuvo lugar del 21 de julio al 27 de julio, disputándose en la localidad alemana de Gera. Fue la tercera ocasión en la que Alemania organizó el campeonato continental, tras las ediciones de 1990 y 2005.
Los participantes más exitosos fueron Sabine Berg en mujeres con 4 medallas de oro; Alexis Contin y Yann Guyader en hombres, ambos con tres medallas de oro.

## Mujeres
| Distancia                   | Oro                                                      | Plata                                                      | Bronce                                                             |
| Pista                       | Pista                                                    | Pista                                                      | Pista                                                              |
| --------------------------- | -------------------------------------------------------- | ---------------------------------------------------------- | ------------------------------------------------------------------ |
| 300 m Sprint Individual     | Nicoletta Falcone                                        | Sheila Posada                                              | Erika Zanetti                                                      |
| 500 m Sprint                | Erika Zanetti                                            | Maria Laura Orru                                           | Sheila Posada                                                      |
| 1.000 m Sprint              | Nicoletta Falcone                                        | Elma de Vries                                              | Sabine Berg                                                        |
| 10.000 m Puntos/Eliminación | Simona Di Eugenio                                        | Laetitia Le Bihan                                          | Nadine Gloor                                                       |
| 10.000 m Eliminación        | Aurélie Duchemin                                         | Simona Di Eugenio                                          | Cinzia Ponzetti                                                    |
| 3.000 m Relevos             | Italia · Cinzia Ponzetti · Silvia Caglio · Erika Zanetti | Francia Laetitia Le Bihan Aurélie Duchemin Justine Halbout | Países Bajos · Mariska Huisman · Elma de Vries · Bianca Roosenboom |
| Ruta                        |                                                          |                                                            |                                                                    |
| 200 m Sprint Individual     | Erika Zanetti                                            | Nicoletta Falcone                                          | Maria Laura Orru                                                   |
| 500m Sprint                 | Desire Contenti                                          | Erika Zanetti                                              | Nicoletta Falcone                                                  |
| 10.000 m Puntos             | Sabine Berg                                              | Arianna Arcidiacono                                        | Elma de Vries                                                      |
| 15.000 m Eliminación        | Sabine Berg                                              | Giovanna Turchiarelli                                      | Cindy Etonne                                                       |
| 5.000 m Relevos             | Alemania · Sabine Berg · Tina Strüver · Jana Gegner      | Francia Aurélie Duchemin Cindy Etonne Justine Halbout      | España · Sheila Posada · Lorena Iglesias · Irene Reyes             |
| Larga distancia             |                                                          |                                                            |                                                                    |
| 42.195 m Marathon           | Sabine Berg                                              | Justine Halbout                                            | Giovanna Turchiarelli                                              |

## Hombres
| Distancia                   | Oro                                                         | Plata                                                         | Bronce                                                        |
| Pista                       | Pista                                                       | Pista                                                         | Pista                                                         |
| --------------------------- | ----------------------------------------------------------- | ------------------------------------------------------------- | ------------------------------------------------------------- |
| 300 m Sprint Individual     | Wouter Hebbrecht                                            | Gregorio Duggento                                             | Nicolas Pelloquin                                             |
| 500 m Sprint                | Julien Despaux                                              | Thomas Boucher                                                | Florian Leveufre                                              |
| 1.000 m Sprint              | Thomas Boucher                                              | Alexis Contin                                                 | Claudio Naselli                                               |
| 10.000 m Puntos/Eliminación | Fabio Francolini                                            | Yann Guyader                                                  | Patxi Peula                                                   |
| 15.000 m Eliminación        | Yann Guyader                                                | Fabio Francolini                                              | Francesco Zangarini                                           |
| 3.000 m Relevos             | Francia Alexis Contin Yann Guyader Julien Despaux           | Países Bajos · Sjoerd Huisman · Michel Mulder · Ronald Mulder | España · Patxi Peula · Garikoitz Lerga · Fernando Mejía       |
| Ruta                        |                                                             |                                                               |                                                               |
| 200 m Sprint Individual     | Wouter Hebbrecht                                            | Gregorio Duggento                                             | Simone Bellia                                                 |
| 500m Sprint                 | Alexis Contin                                               | Matthias Schwierz                                             | Ronald Mulder                                                 |
| 10.000 m Puntos             | Julien Sourisseau                                           | Yann Guyader                                                  | Davide Amabili                                                |
| 20.000 m Eliminación        | Alexis Contin                                               | Yann Guyader                                                  | Alessandro Gherardi                                           |
| 5.000 m Relevos             | Francia Florian Leveufre Nicolas Pelloquin Benjamin Douchin | Bélgica · Ferre Spruyt · Maarten Swings · Kwinten Tas         | Alemania · Felix Rijhnen · Matthias Schwierz · Nico Wieduwilt |
| Larga distancia             |                                                             |                                                               |                                                               |
| 42.195 m Marathon           | Yann Guyader                                                | Garikoitz Lerga                                               | Diogo Marreiros                                               |

## Medallero
| Pos. | País         | Oro | Plata | Bronce | Total |
| ---- | ------------ | --- | ----- | ------ | ----- |
| 1.   | Francia      | 10  | 9     | 3      | 22    |
| 2.   | Italia       | 9   | 9     | 10     | 28    |
| 3.   | Alemania     | 3   | 1     | 2      | 6     |
| 4.   | Bélgica      | 2   | 1     | 0      | 3     |
| 5.   | España       | 0   | 2     | 4      | 6     |
| 6.   | Países Bajos | 0   | 2     | 3      | 5     |
| 7.   | Suiza        | 0   | 0     | 1      | 1     |
| 7.   | Portugal     | 0   | 0     | 1      | 1     |